# Thông Hóa
Thông Hóa (tiếng Hoa: 通化市 bính âm: Tōnghuà shì, âm Hán-Việt: Thông Hóa thị) là một địa cấp thị tại tỉnh Cát Lâm, Trung Quốc. Đây là một thành phố công nghiệp của tỉnh Cát Lâm, một trong 3 tỉnh thuộc vùng Đông Bắc.

## Các đơn vị hành chính
Thông Hóa có 7 đơn vị cấp huyện:
- Quận: Đông Xương (东昌区), Nhị Đạo Giang (二道江区)
- Thành phố cấp huyện: Mai Hà Khẩu (梅河口市), Tập An (集安市)
- Huyện: Thông Hoá (通化县), Huy Nam (辉南县), Liễu Hà (柳河县)